# 橋本雅邦
橋本 雅邦（はしもと がほう、男性、天保6年7月27日〈1835年8月21日〉 - 明治41年〈1908年〉1月13日）は、明治期の日本画家。本名は長郷。幼名は千太郎。号は勝園。別号に、十雁斎、克己斎、酔月画生など。

## 生涯
雅邦の父の橋本養邦（はしもとおさくに）は武蔵国（埼玉県）川越藩の御用絵師であり、狩野派（江戸狩野）の一派・木挽町狩野家の当主狩野養信（晴川院）の高弟として同家の邸内に一家を構えていた。このため雅邦は天保6年にこの木挽町狩野家の邸内に生まれている。
慣習に従い5歳の頃から実父より狩野派のてほどきを受け、12歳の時正式に父と同じく養信に入門する。ただし養信はこの一月後に没したため、実際にはその後継者である狩野雅信（勝川院）を師としたと見てよい。この一年前に狩野芳崖も入門しており、7歳年下で穏和な人柄の雅邦と、激情家の芳崖と性格は正反対であったが、共に現状の狩野派への不満と独創的表現への意欲を共有し、生涯の親友となる。両者は早くも頭角をあらわし、安政4年（1857年）23歳で塾頭となる。芳崖、狩野勝玉、木村立嶽と共に勝川院門下の四天王と称され、特に芳崖とは「勝川院の二神足」「勝川院の竜虎」と呼ばれ、塾内の絵合わせでは共に源平の組頭を務めた。
安政7年（1860年）雅邦の号をもらって絵師として独立を許され、池田播磨守の家臣高田藤左衛門の娘・とめ子と結婚する。しかし当時既に絵画の需要は少なく、また明治維新の動乱に際しては一時藩主のいる川越に避難することになる。更に明治3年（1870年）に木挽町狩野家は火災で焼失、雅邦も財産のほとんどを焼失してしまう。妻は発狂し、雅邦は病妻を亡くなるまで世話した。翌年には出仕していた川越藩も廃止され、兵部省の海軍兵学校において図係学係として製図を行うようになった。この後狩野派の絵師としての活動はほとんど出来なくなり、一時は油絵を描くことさえ余儀なくされた。

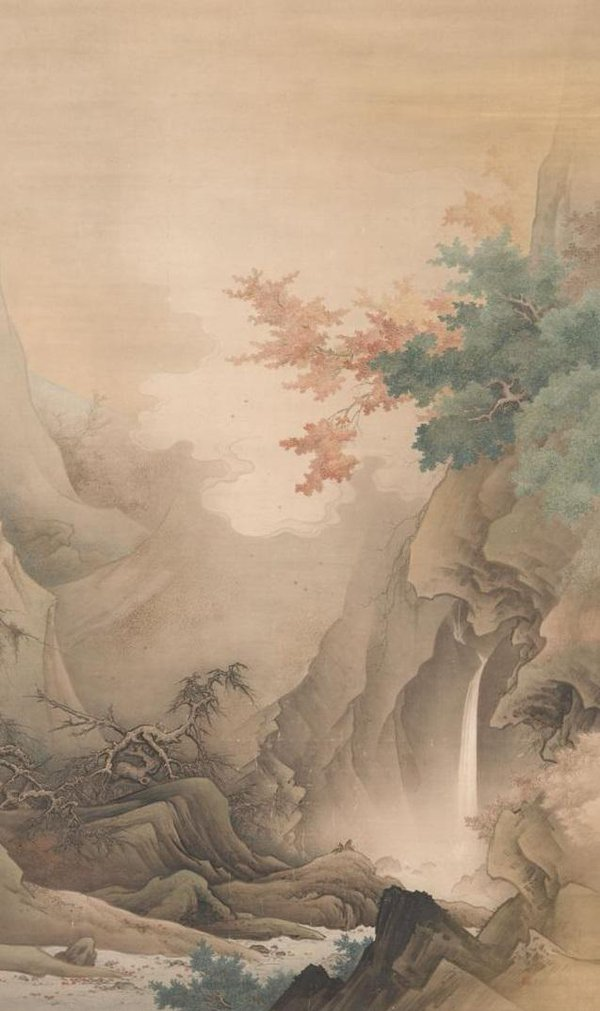
白雲紅樹　1890（昭和28）年、東京藝術大学大学美術館

転機となったのはアーネスト・フェノロサによる伝統絵画の復興運動であり、フェノロサの庇護を受けていた芳崖と共に新しい表現技法を模索するようになる。明治15年（1882年）の第一回内国絵画共進会では、『琴棋書画図』（MOA美術館蔵）が銀印主席を取り、同じく出品した『竹に鳩』（三の丸尚蔵館蔵）が宮内省の御用となっている。明治17年（1884年）にフェノロサが鑑画会を発足すると早い時期から参加し、盛んに制作を行うようになった。
明治19年（1886年）には海軍兵学校を辞し、文部省の絵画取調所に出仕するようになった。こうしてフェノロサ・岡倉天心の指揮下で芳崖と共に東京美術学校の発足に向けて準備を進めるが、開校を目前にした明治22年（1889年）に芳崖は死去、その絶筆である《悲母観音》の仕上げを任された。このため明治23年（1890年）の東京美術学校開校に際しては、芳崖の代わりに絵画科の主任となった。さらに同年に帝室技芸員制度が発足すると10月2日に第一次のメンバーに選ばれ、これにより名実ともに当時の絵画界の最高位に登り詰めた。
東京美術学校では雅邦四天王と呼ばれた下村観山、横山大観、菱田春草、西郷孤月の他、川合玉堂、橋本静水らを指導しており、その指導が近代美術に及ぼした影響は大きい。しかし明治31年（1898年）には天心が罷免され（美術学校騒動）、雅邦も職を辞し日本美術院の創立に参加した。
以後、雅邦は在野でありながらも画壇の重鎮として重んじられ、美術院の活動の傍ら後続の指導などを行っている。
明治41年（1908年）に胃癌のため死去した。法名は謙徳院勝園雅邦操居士。墓所は江東区平野にある、元浄心寺の塔頭・玉泉院（江東区登録文化財）。なお次男・橋本永邦、三男・橋本秀邦も日本画家になっている。

## 画業
雅邦は同門の狩野芳崖ともに、日本画の「近世」と「近代」を橋渡しする位置にいる画家で、芳崖と共に狩野派の描法を基礎としつつも洋画の遠近法等の技法を取り入れ、明治期の日本画の革新に貢献した。雅邦の代表作の一つである『白雲紅樹』では、従来の山水画を基にしながら、月の光と空気の透明性を微妙な色彩で表現している。

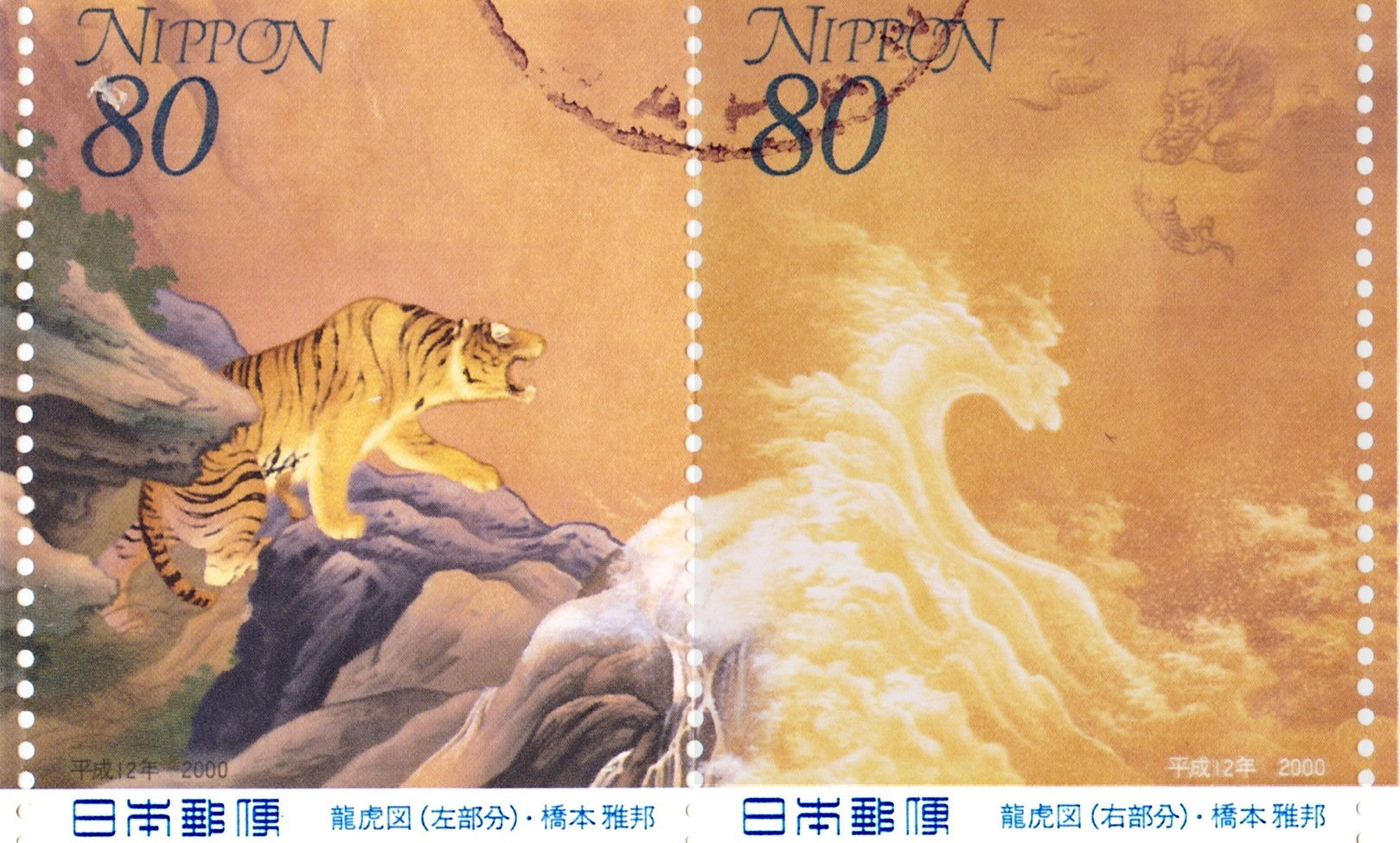
龍虎図1900（明治33）年、（2000年の切手）

| 龍虎図屏風 1895（明治28）年、静嘉堂文庫美術館 |  | 龍虎図屏風 1895（明治28）年、静嘉堂文庫美術館 |
| 龍虎図屏風 1895（明治28）年、静嘉堂文庫美術館 |  |                                               |

## 代表作品
| 作品名                                                    | 技法           | 形状・員数                  | 寸法（縦x横cm）   | 所有者                     | 年代                    | 出品展覧会                                          | 落款                        | 印章                                                   | 備考 |
| --------------------------------------------------------- | -------------- | --------------------------- | ----------------- | -------------------------- | ----------------------- | --------------------------------------------------- | --------------------------- | ------------------------------------------------------ | --- |
| 布袋                                                      | 紙本墨画淡彩   | 1幅                         | 86.8x27.5         | 個人                       | 1849年                  |                                                     | 長郷十五歳筆                | 「藤原」朱文方印                                       | 現存最古の作。国学者・斎藤彦麿賛 |
| 松平康親像・松平康重像                                    | 紙本著色       | 双幅                        | 103.1x43.6(各）   | 初雁温故会                 | 1860年代                |                                                     | 無                          | 「雅邦」朱文長方印（各幅）                             | |
| 花鳥図                                                    | 紙本金地著色   | 六曲一双                    | 94.5x207.0（各）  | 埼玉県立近代美術館         | 1860年代                |                                                     | 勝園（各隻）                | 「□邦」朱文壺印（各隻）                                | |
| 豫譲                                                      | キャンバス油彩 | 1面                         | 35.8x54.2         | 川越市立美術館             | 1881年頃                |                                                     | 無                          | 無                                                     | 雅邦の数少ない油彩作品 |
| 水雷命中                                                  | キャンバス油彩 | 1面                         | 57.0x86.2         | 東京国立博物館             | 1881年頃                |                                                     | 雅邦図（金泥）              | 花押（金泥）                                           | 雅邦の数少ない油彩作品。落款と花押は後入れの可能性あり。                                                                                                |
| 琴棋書画                                                  |                |                             |                   | MOA美術館                  | 1882年                  | 第1回内国絵画共進会銀印（二等賞）主席               |                             |                                                        | |
| 竹鳩図（竹に鳩）                                          | 紙本墨画       | 1幅                         | 176.5x93.0        | 三の丸尚蔵館               | 1882年                  | 第1回内国絵画共進会銀印                             | 雅邦                        | 「克己」朱文方印                                       | 宮内庁買い上げ |
| 李白観瀑図（李青蓮盧山観瀑図）                            | 紙本墨画淡彩   | 1幅                         | 177.6x88.6        | 水野美術館                 | 1882年                  | 第1回内国絵画共進会                                 | 雅邦                        | 「克己」朱文方印                                       | 水野美術館は雅邦作品を本作を含めて14点所蔵。 |
| 四季花鳥図                                                | 絹本著色       | 双幅                        | 124.6x48.4（各）  | 島根県立美術館             | 1877-86年（明治10年代） |                                                     | 勝園雅邦（各幅）            | 「雅邦」朱文瓢印（各幅）                               | |
| 毘沙門天                                                  | 紙本著色       | 1幅                         | 125.8x62.9        | フィラデルフィア美術館     | 1885年                  | 第1回鑑画会大会                                     | 無                          | 「雅邦」朱文重廓方印                                   | |
| Fish-Basket Kannon                                        | 紙本著色       | 1幅                         | 64.1x79.3         | フィラデルフィア美術館     | 1885年頃                |                                                     |                             |                                                        | |
| Bodhidharma seated in meditation                          | 紙本著色       | 1幅                         | 220.8x65.2        | フリーア美術館             | 1885年頃                |                                                     | 無                          | 「雅邦」朱文重廓方印                                   | |
| 山水図                                                    | 紙本墨画       | 1幅                         | 118.7x61.6        | フィラデルフィア美術館     | 1886年                  |                                                     |                             |                                                        | |
| 寒山拾得図                                                | 紙本淡彩       | 1幅                         | 224.5x73.2        | フリーア美術館             | 1886年頃                |                                                     | 無                          | 「雅邦」朱文重廓方印                                   | |
| 騎龍弁天図                                                | 紙本著色       | 1幅                         | 119.4x76.9        | ボストン美術館             | 1886年頃                | 第2回鑑画会大会                                     |                             |                                                        | |
| 白雲紅樹                                                  | 紙本著色       | 1幅                         | 265.8×159.3       | 東京藝術大学               | 1890年                  | 第3回内国勧業博覧会妙技一等賞                       | 雅邦                        | 「雅邦」朱文重郭方印                                   | 重要文化財 |
| 雲叡秋風図                                                | 絹本著色       | 1幅                         | 140.0x56.4        | 木原文庫                   | 1891年                  |                                                     | 明治二十四年六月／應需 雅邦 | 白文方印                                               | |
| 西行法師図                                                | 絹本著色       | 1幅                         | 140.2x237.4       | 東京大学駒場博物館         | 1892年                  |                                                     | 無                          | 無                                                     | 西行法師の和歌「心なき身にもあはれは知られけり 鴫たつ沢の秋の夕暮」を絵画化したもの。東京大学の前身の一つ第一高等中学校の歴史参考室のために制作された。 |
| 山水図                                                    | 絹本墨画著色   | 1幅                         | 99.3x159.9        | 東京国立博物館             | 1893年                  | シカゴ万国博覧会                                    | 雅邦                        | 「雅邦」朱文重廓方印                                   | |
| 春秋山水中士農図                                          | 絹本著色       | 双幅                        | 142.0x70.0（各）  | 個人（ふくやま美術館寄託） | 1893年頃                |                                                     | 雅邦図（各幅）              | 「橋本雅邦」白文方印（各幅）                           | 松平頼寿旧蔵 |
| 三井寺（狂女）                                            | 紙本著色       | 1幅                         | 130.5x64.0        | 静岡県立美術館             | 1894年                  | 東京美術学校生徒成績物展覧会                        | 雅邦図                      | 「雅邦」朱文方印                                       | 菱田春草の卒業制作「寡婦と孤児」の着想元になったとされる。                                                                                              |
| 龍虎図屏風                                                | 絹本著色       | 六曲一双                    | 160.5x369.5（各） | 静嘉堂文庫                 | 1895年                  | 第4回内国勧業博覧会                                 |                             |                                                        | 重要文化財。昭和30年（1955年）近代絵画の中で初めて重要文化財に指定された。                                                                              |
| 釈迦十六羅漢                                              | 絹本著色       | 双幅                        | 128.6x56.2（各）  | 個人                       | 1895年                  | 第4回内国勧業博覧会妙技一等賞                       | 雅邦（各幅）                | 「橋本雅邦」白文方印（各幅）・「勝園」朱文方印（各幅） | |
| 風神雷神                                                  | 紙本著色       | 2幅                         | 138.0x52.0（各）  | 広島県立美術館             | 1895年                  |                                                     | 雅邦圖之（各幅）            | 朱文印                                                 | |
| 長江晴楼図                                                | 絹本著色       | 1幅                         | 66.9x139.8        | 埼玉県立近代美術館         | 1895年頃                |                                                     | 雅邦図                      | 「雅邦」                                               | 埼玉県指定有形文化財（絵画） |
| 竹下猫                                                    | 絹本著色       | 1幅                         | 122.1x50.6        | 東京国立博物館             | 1896年                  | 第1回日本絵画協会絵画共進会                         | 無                          | 「雅邦」朱文重廓方印                                   | |
| 出山釈迦図                                                | 絹本著色       | 1幅                         | 132.9x71.2        | 個人                       | 1897年                  |                                                     | 雅邦圖之                    | 朱文印                                                 | |
| 臨済一喝                                                  | 紙本著色       | 1幅                         | 177.0x94.7        | 個人                       | 1897年                  | 第2回日本絵画協会絵画共進会                         | 無                          | 「雅邦」朱文重廓方印・朱文印                           | |
| 狙公（猿廻し）                                            | 絹本著色       | 双幅                        | 166.8x83.5（各）  | 東京国立博物館             | 1897年                  | 第3回日本絵画協会絵画共進会                         | 無                          | 「雅邦」朱文重廓方印（各幅）                           | |
| 蘇武                                                      | 絹本著色       | 1幅                         | 154.0x72.3        | 下関市立美術館             | 1898年                  | 第4回日本絵画協会絵画共進会                         | 無                          | 「雅邦」朱文重廓方印・「宇土基」朱文重廓長方印         | |
| 竹梅図（梅・竹）                                          | 紙本金地著色   | 二曲一双                    | 155.5x158.7（各） | 埼玉県立近代美術館         | 1898年                  | 第5回日本絵画協会・第1回日本美術院連合絵画共進会    | 雅邦（各隻）                | 「克己」朱文方印（各隻）                               | |
| 蓮池図                                                    | 紙本墨画淡彩   | 1幅                         | 193.0x114.0       | 島根県立美術館             | 1899年頃                |                                                     |                             |                                                        | |
| The Immortal Zhang Guolao Releasing His Mule from a Gourd | 絹本墨画       | 1幅                         | 159.8x78.2        | ミネアポリス美術館         | 19世紀後半              |                                                     | 雅邦                        | 「克己」朱文方印                                       | |
| 竜虎図                                                    |                |                             |                   | 三の丸尚蔵館               | 1900年                  | パリ万国博覧会                                      |                             |                                                        | |
| 竜虎図                                                    | 著色           | 1幅                         | 33.3x70.5         | 東京国立博物館             | 1900年                  |                                                     |                             |                                                        | |
| 四季山水図屏風                                            | 紙本金地墨画   | 六曲一双                    | 151.3x346.0（各） | 岡田美術館                 | 1900年頃                |                                                     | 雅邦圖（各隻）              | 「雅邦」朱文方印（各隻）                               | |
| 春浦秋林                                                  | 紙本著色       | 六曲一双                    | 163.5x366.5（各） | 個人                       | 1903年                  | セントルイス万国博覧会                              | 雅邦（各隻）                | 「雅邦」白文方印（各隻）・「勝園」朱文方印（各隻）     | |
| 蓬莱朝陽                                                  | 紙本著色       | 1幅                         | 78.0x104.0        | 佐野市立吉澤記念美術館     | 1903年                  | セントルイス万国博覧会                              | 雅邦                        | 「勝園」朱文方印                                       | |
| 林間残照図                                                | 紙本墨画       | 1幅                         | 52.5x85.0         | 駿府博物館                 | 1903年                  | セントルイス万国博覧会                              | 雅邦                        | 「克己」朱文円印                                       | |
| 紅葉白水                                                  |                |                             |                   | ウッドワン美術館           | 1903年                  | セントルイス万国博覧会                              |                             |                                                        | |
| 雷神図                                                    | 絹本著色       | 1幅                         | 167.5x84.0        | 横須賀美術館               | 1903年                  | 第14回日本絵画協会・第9回日本絵画協会連合絵画共進会 | 雅邦図                      | 「橋本雅邦」白文方印・「勝園」朱文方印                 | |
| 山水図                                                    | 紙本墨画       | 二曲一双                    | 172x186（各）     | フィラデルフィア美術館     | 1903年頃                |                                                     |                             |                                                        | |
| 大和山水図巻                                              | 紙本墨画       | 1巻                         |                   | 埼玉県立近代美術館         | 1903年頃                |                                                     |                             |                                                        | |
| 四季山水図襖                                              |                | 襖22面・障子腰10面・戸袋2面 |                   | 前田育徳会                 | 1904年頃                |                                                     | 雅邦圖                      | 「克己」朱文円印                                       | |
| 春秋山水                                                  | 紙本墨画       | 六曲一双                    | 157.4x386.2（各） | 泉屋博古館                 | 1904年頃                |                                                     |                             |                                                        | |
| 瀟湘八景図                                                | 絹本墨画       | 1巻                         | 40.9x439.9        | 東京国立博物館             |                         |                                                     |                             |                                                        | |
| 水墨山水図巻                                              | 絹本墨画       | 1巻                         | 31.7x408.4        | 林原美術館                 |                         |                                                     | 雅邦圖                      | 朱文方印                                               | |